# Новенькое (Калязинский район)
Новенькое — деревня в Калязинском районе Тверской области. Входит в состав Старобисловского сельского поселения.

## География
Находится в юго-восточной части Тверской области на расстоянии приблизительно 26 км на юго-восток по прямой от районного центра города Калязин недалеко от левого берега речки Сабля.

## История
Была отмечена еще на карте Менде (состояние местности на 1848 год). В 1859 году здесь (тогда деревня Новое Калязинского уезда Тверской губернии) было учтено 7 дворов, в 1978 — 10.

## Население
Численность населения: 96 человек (1859 год), 0 как в 2002 году, так и в 2010.